# ジョー・ハヤシ
ジョー・リョー・ハヤシ（英語: Joe Ryo Hayashi, 日本名：林 良〈はやし りょう〉、1920年8月14日 - 1945年4月22日）は、日系アメリカ人のアメリカ陸軍第442連隊戦闘団三等軍曹。第二次世界大戦時の活躍により、名誉勲章受章者となった。

## 経歴
1945年4月20日に、第442連隊戦闘団の一等兵の階級にあったハヤシは、イタリアのテンドラ近郊で迫撃砲の砲火を敵の陣地へ向ける為、自ら敵の砲火を浴びた。その2日後、敵兵を追跡している間に、独力で敵の機関銃3丁を制圧したものの、殺害された。
これらの行為によって、当初は殊勲十字章が授与されていたが、1990年代になって全てのアジア系アメリカ人の殊勲十字章受賞歴を再調査したところ、名誉勲章に格上げされることとなった。2000年6月21日にホワイトハウスで執り行われた式典において、ビル・クリントン大統領からハヤシの遺族に名誉勲章が贈呈された。
現在は、ロサンゼルス近郊にあるエバーグリーン墓地に埋葬されている。

## 名誉勲章
ハヤシが受賞した名誉勲章には下記のように記されている。
ジョー・ハヤシ一等兵は、1945年4月20・22日のイタリア・スヴェレート近郊における作戦中の際立って英雄的な行動によって、その名を残すこととなった。1945年4月20日に、テンドラの村への全ての道を抑え、強固に防御された丘を攻撃するよう命令され、ハヤシ一等兵は敵に見つかり発砲されるまで、巧みに仲間を敵の陣地から75ヤード以内の点にまで誘導した。負傷した仲間を安全なところにまで引っ張った後に、彼は単独で戻り、敵の砲床に対して迫撃砲砲火を向けて照準を合わせる為に、自ら小銃の砲火を浴びた。彼の分隊の残りの仲間とともに、果敢に丘を攻撃し、迫撃砲が機関銃3丁を制圧したことを知ったほか、敵兵27名を殺害、多数を負傷させ、作戦を成功させた。1945年4月22日に、テンドラの村を攻撃し、ハヤシ一等兵は自身の分隊を、敵から100ヤード以内にある急勾配で段々になった丘の上にまで移動させた。彼は敵の機関銃の陣地まで、強烈な砲火の下を這って進んで、手榴弾を投擲して、敵兵1名を殺害し、他の射手達を降伏させた。4丁の敵の機関銃が、彼の小隊の他の部隊の頭上に執念深く砲火を向けているのを目の当たりにし、彼はもう一つの手榴弾を投擲し、機関銃の砲床を破壊した。それから彼は、もうひとつの機関銃の陣地の右側面に這って進み、4名の敵兵を殺害し、残りの者を追い払った。更に敵を追跡しようとしたが、彼は突然の短機関銃の砲火によって、致命傷を負った。ハヤシ一等兵の不屈の勇気と模範的なリーダーシップは、彼の中隊がその目的を遂行することを可能とした。ハヤシ一等兵の類まれな英雄的行為と任務への忠誠は、軍隊の最も崇高な伝統を維持し、また、彼本人やその部隊、ひいてはアメリカ陸軍への大きな信頼をもたらすものであった。